# Самородов, Николай Евстигнеевич
Николай Евстигнеевич Самородов (1913—1962) — капитан Советской Армии, участник Великой Отечественной войны, Герой Советского Союза (1945).

## Биография
Николай Самородов родился 12 мая 1913 года в селе Понзари (ныне — Сампурский район Тамбовской области). После окончания шести классов школы работал в колхозе. В 1936—1939 годах Самородов проходил службу в Рабоче-крестьянской Красной Армии, окончил полковую школу. Демобилизовавшись, проживал и работал в Москве. В 1941 году Самородов повторно был призван в армию. С того же года — на фронтах Великой Отечественной войны. В боях был ранен. После выписки из госпиталя окончил курсы «Выстрел».
К январю 1945 года старший лейтенант Николай Самородов командовал ротой 359-го стрелкового полка 50-й стрелковой дивизии 52-й армии 1-го Украинского фронта. Отличился во время освобождения Польши. В ночь с 29 на 30 января 1945 года рота Самородова переправилась через Одер в районе Бреслау на плацдарм на его западном берегу и приняла активное участие в его удержании и расширении, обходным манёвром захватив немецкий дот. Скрытно пробравшись в расположение противника, Самородов со своими товарищами атаковал его, захватив 6 миномётов и сорвав немецкую контратаку. В ходе последующих боёв рота отразила ещё несколько вражеских контратак, продержавшись до переправы основных сил.
Указом Президиума Верховного Совета СССР от 10 апреля 1945 года старший лейтенант Николай Самородов был удостоен высокого звания Героя Советского Союза с вручением ордена Ленина и медали «Золотая Звезда» за номером 8017.
В 1946 году в звании капитана Самородов был уволен в запас. Проживал и работал на родине и на Урале, позднее вернулся в село Сампур. Умер 28 июня 1962 года, похоронен в Сампуре.
Был также награждён рядом медалей.